# 董沛
董沛（1828年—1895年），字孟如，号觉轩，浙江省寧波府鄞縣人，清朝政治人物、同進士出身。

## 生平
十一岁学古文，嗜学好借書。同治五年（1866年）编成《明州系年录》。同治七年（1868年），《鄞县志》开局，徐时栋受聘为主事，同治十二年（1873年）病逝，死後由董沛續書。同治十三年（1874年）书成。光绪三年（1877年）中式丁丑科进士，光绪三年五月，經吏部掣簽，授即用知縣。官建昌、清江、东乡、上饶知县。光绪十一年（1885），以耳疾辞官告归。主讲崇实书院，学者称觉轩先生。全祖望於乾隆年間七校《水经注》，身後文稿散佚，後經王梓材、董沛整理刊行問世。著有《两浙令长考》三卷、《甲丁乡试同年录》刊本、《甬上宋元诗略》十六卷、《甬上明诗略》一卷、《甬上诗话》、《吴平赘言》八卷、《汝东判语》六卷、《南屏赘言》八卷、《晦暗斋笔语》六卷、《周官职方解》、《唐书方镇志考证》、《竹书纪年拾遗》、《六一山房诗集》十卷、《续集》十卷、《正谊堂文集》二十四卷、《红犀馆诗课》八卷、《舟山倡和诗》及《海山分韵诗》各一卷《今平淮书》、《今献遗闻》等。忻江明是董沛的女婿。